# The Scarlet Plague
The Scarlet Plague  (tradução portuguesa: A Peste escarlate) é um romance do escritor norte-americano Jack London, publicado em 1912 pela revista London Magazine.
Nesta obra Jack London se aproxima da ficção científica, fazendo um pouco de futurologia. A história desenrola-se no século XXI e tem como personagens principais um velho professor universitário e três netos, todos eles reduzidos à condição de selvagens. Eles são dos poucos sobreviventes de uma peste que dizimou a humanidade e destruiu a civilização em 2013. O velho professor, vítima de várias travessuras dos netos, vai contar-lhes as aventuras que viveu para escapar à terrível peste, através do mundo despovoado, de desertos e de cidades mortas, procurando desenvolver neles os valores do conhecimento e da sabedoria.